# Dustin Clare
Dustin Clare (2 gennaio 1982) è un attore australiano, noto per aver interpretato Gannicus nella serie televisiva Spartacus e nella miniserie Spartacus - Gli dei dell'arena.
Nel 2007 ha vinto il Logie Award, premi australiani della televisione, nella categoria "miglior attore emergente" per la performance nella serie televisiva Le sorelle McLeod.

## Biografia
Si è diplomato nel 2004 alla Western Australian Academy of Performing Arts.
Ha iniziato ufficialmente la sua carriera nel 2005 aprendo in un episodio di All Saints ed in Headland nel ruolo di Gareth Williams.
Nel 2007 raggiunge la notorietà interpretando il ruolo di Riley Ward nella serie Le sorelle McLeod con cui si è aggiudicato un Logie Award, nel 2009 entra nel cast di Underbelly e successivamente in Satisfaction dove ha conosciuto la sua attuale fidanzata.
Dal 2011 trova definitivamente il successo interpretando il ruolo del gladiatore Gannicus nella miniserie e le seguenti ultime due stagioni di Spartacus diventando uno dei personaggi preferiti da tutti i fan della serie.
Dustin è fidanzato attualmente con l'attrice neozelandese Camille Keenan.

## Filmografia

### Cinema
- Brothers, regia di Jim Lounsbury (2003)
- Iron Bird, regia di Chris Richards-Scully (2006)
- Cane Cutter, regia di Dustin Clare (2008)
- Early Checkout, regia di Jim Lounsbury (2009)
- Happenstance, regia di John Marsh (2010)
- Kanowna, regia di Chris Richards-Scully (2010)
- The Eye of the Storm, regia di Fred Schepisi (2011)
- Pacific Rim - La rivolta (Pacific Rim: Uprising), regia di Steven S. DeKnight (2018)

### Televisione
- All Saints - serie TV, episodio 8x18 (2005)
- HeadLand - serie TV, 6 episodi (2005)
- Air Australia - miniserie TV, episodi 1x01-1x02 (2007)
- Le sorelle McLeod (McLeod's Daughters) - serie TV, 48 episodi (2006-2007)
- Satisfaction - serie TV, 18 episodi (2008-2010)
- Underbelly - serie TV, 8 episodi (2009)
- Spartacus - Gli dei dell'arena - miniserie TV, 6 episodi (2011)
- Spartacus - serie TV, 17 episodi (2012–2013)
- Strike Back - serie TV, 4 episodi (2015)
- Glitch - serie TV, 6 episodi (2019)
- Surviving Summer - Un'estate travolgente (Surviving Summer) - serie TV, 14 episodi (2022-2023)

## Doppiatori italiani
Nelle versioni in italiano delle opere in cui ha recitato, Dustin Clare è stato doppiato da:
- Fabrizio Vidale in Spartacus, Spartacus - Gli dei dell'arena
- Matteo Zanotti in Le sorelle McLeod (1ª voce)
- Alessandro Maria D'Errico in Le sorelle McLeod (2ª voce)
- Marco Vivio in Satisfaction
- Davide Capone in Surviving Summer - Un'estate travolgente